# X-15 (航空機)
X-15
X-15
- 分類：極超音速実験機
- 製造者：ノースアメリカン
- 運用者： アメリカ合衆国（アメリカ空軍、NASA）
- 初飛行：1959年9月17日
- 生産数：3機
- 退役：1968年10月24日
- 運用状況：退役済み

X-15は、アメリカで開発された高高度極超音速実験機。ノースアメリカン社によって3機が製作された。ジェットエンジンではなくロケットエンジンにより高高度まで上昇出来る能力を持つロケットプレーンであり、この機体で得られた極超音速下での空力特性や熱力学的影響などの研究結果は、やがてはスペースシャトルの開発にまで貢献した。YouTubeではX-15の記録映像を見ることが出来る。

## 歴史

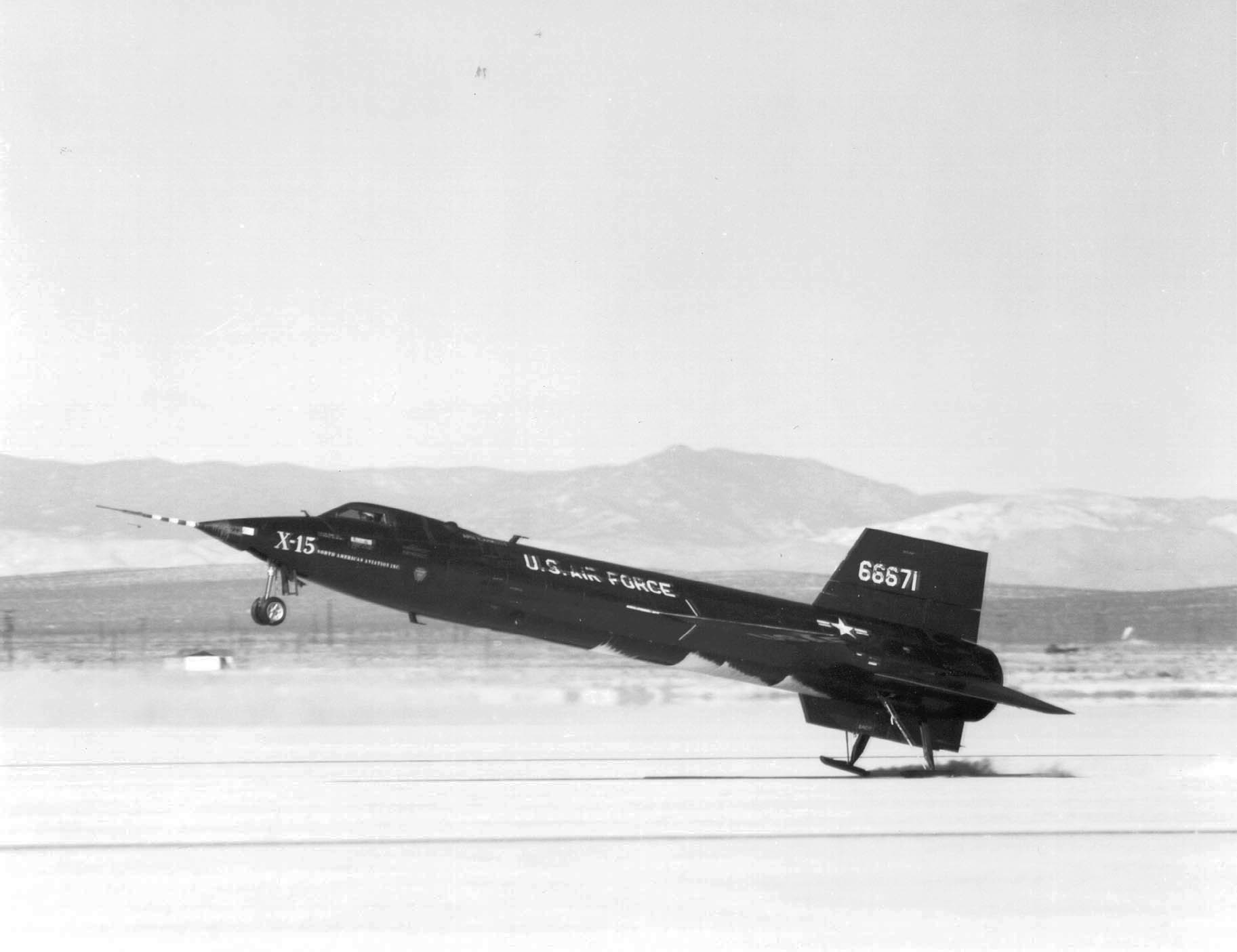
着陸するX-15

X-15の歴史は、第二次世界大戦直後のドイツから始まる。ドイツの敗北と占領によってヴェルナー・フォン・ブラウン博士を含む多数の航空宇宙技術者や資料機材類を獲得したアメリカは、その中にあったSilbervogel構想に着目した。ロケットエンジンによって一気に上昇加速した後、大気圏上層をスキップするように飛行し、地球の反対側まで到達して爆撃するという「対蹠地」爆撃機というもので、大陸間弾道ミサイルの開発がまだあまり進んでいなかった時代、その存在は非常に脅威になるものであった。
また同時に、有人宇宙飛行をソビエトと競争するという課題もあり、アメリカはそれに向けて動き出した。
1954年、米空軍、米海軍、NACA（NASAの前身）の三者により、マッハ4以上の極超音速における飛行研究計画が決定した。同年末、各メーカーに要求仕様が提示され、1955年末にベル・エアクラフト社、ダグラス社、ノースアメリカン社、リパブリック社の4社の設計案からノースアメリカンのものが選定された。1956年には、リアクション・モーターズ社のXLR99ロケットエンジンが採用された。だがロケットモーターが間に合わなかったため、初飛行時にはXLR11エンジンを搭載した。1号機の機体は1958年10月15日に完成している（なお、XLR99搭載時にはリアクション・モーターズ社はサイオコール・ケミカル社に合併吸収されている）。
1959年9月17日、専用の空中母機であるNB-52AおよびNB-52Bから滑空テストを行い、その後、XLR11エンジンを使用して初の動力飛行に成功した。1960年3月28日にエドワーズ基地に届いた最初のXLR99はX-15・3号機に搭載され、6月8日に地上でのエンジンテストが行われたが、無水アンモニアタンクの圧力調整弁の故障により、爆発事故を起こす。死傷者は出なかったが機体・エンジンともに大破し、3号機はメーカーのノースアメリカン社で修理されることとなった。1960年には、XLR99を搭載したX-15・2号機が動力飛行を行い、同年8月4日には1号機がマッハ3.31を達成。8月12日には同じ1号機が飛行高度41,605mを達成した。
X-15の着陸には機体の制限が多く、神経質にならざるを得なかった。機体サイズが小さく、前輪も後部スキッドも短かった。そのために着陸時にX-15は、下部垂直安定板の一部を切り離して着陸することになった。投棄した下部垂直安定板はパラシュートにより回収された。

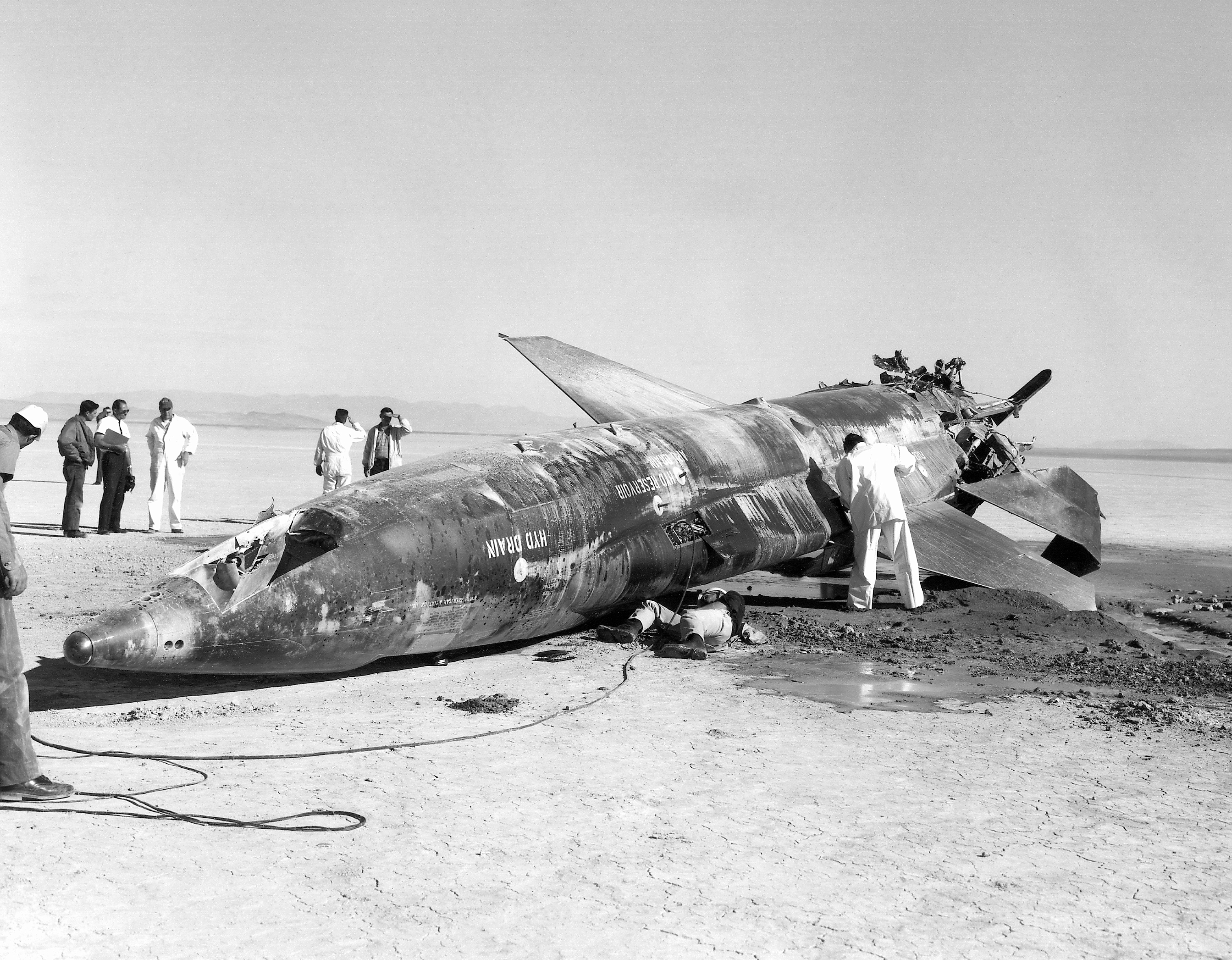
1962年の事故

1962年11月9日に行われた通算フライト74回目に、2号機が着陸事故を起こした。2号機は修理に伴って改造、胴体や降着装置の延長がなされ、ドロップタンクが搭載可能なX-15A-2となった。
1963年8月22日に行われた91回目のフライトで、ジョセフ・A・ウォーカーの操る機体が高度107,960mに到達した。これがX-15計画中の最高到達高度となった。
1967年10月3日に行われた188回目のフライトで、ウィリアム・J・ナイトの操縦するX-15A-2が最高速度7,274km/h（マッハ6.7）を記録した。なおこの時、将来のスクラムジェット実用化のために実寸大モデルを下部垂直尾翼に装備し、さらに新たに開発された耐熱塗料（蒸発して機体を熱から保護するアブレーション冷却）を塗布した。しかし、この塗料をもってしても機体を守りぬくことはできず、スクラムジェットのモデルは無残に焼失していた。機体は重度の損傷により、引退した。なお、X-15A-2の限界速度はマッハ8と設定されていたが、試験飛行時にその速度を出すことはなかった。
X-15はこれらの記録到達のほかにも、微小隕石の採取や赤外線ラジオメーターを用いた高度21,000m～30,500mからの地球放射の計測などといった学術的な任務にも従事していた。

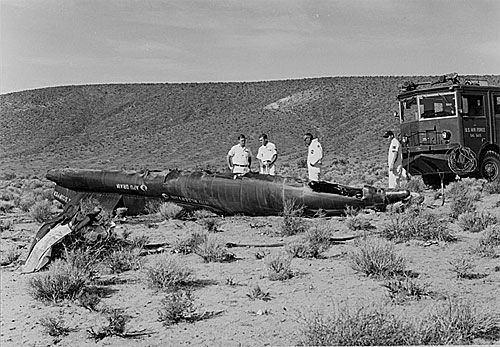
墜落したX-15

1967年11月15日に行われた191回目のフライトでは、3号機が高度19,000m付近で空中分解を起こし、パイロットのマイケル・J・アダムスが死亡した。また、機体は完全に破壊された。
1968年10月24日、1号機による199回目のフライトをもってX-15の飛行試験は終了した。現在では1号機がスミソニアン航空宇宙博物館、2号機が国立アメリカ空軍博物館にそれぞれ展示されている。
X-15プログラムでは、3機のX-15と2機のNB-52の、5機の航空機が使用された。
- X-15-1 – 56-6670、81 フリーフライト
- X-15-2 (後のX-15A-2) – 56-6671、31 X-15-2としてのフリーフライト、22  X-15A-2としてのフリーフライト、計53
- X-15-3 – 56-6672、65 フリーフライト、通算フライト191回目の墜落時を含む
- NB-52A – 52-003、ハイアンドマイティワンの愛称 (1969年10月に引退)
- NB-52B – 52-008、チャレンジャー、後にボール8と呼ばれる (2004年11月に引退)

このプログラムでは、チェイス機としてF-100、F-104、F5D、輸送機としてC-130、C-47がサポートしていた。

### X-15Bの計画中止
1958年以前、アメリカ空軍（USAF）とNACAの関係者は、X-15プログラムを拡張する軌道X-15スペースプレーンについて協議していた。SM-64ナバホミサイルの上から宇宙空間にX-15Bを打ち上げる計画であったが、NACAが解体されNASAになり、代わりにマーキュリー計画を採用したためキャンセルされた。

## 設計・開発

### 機体形状

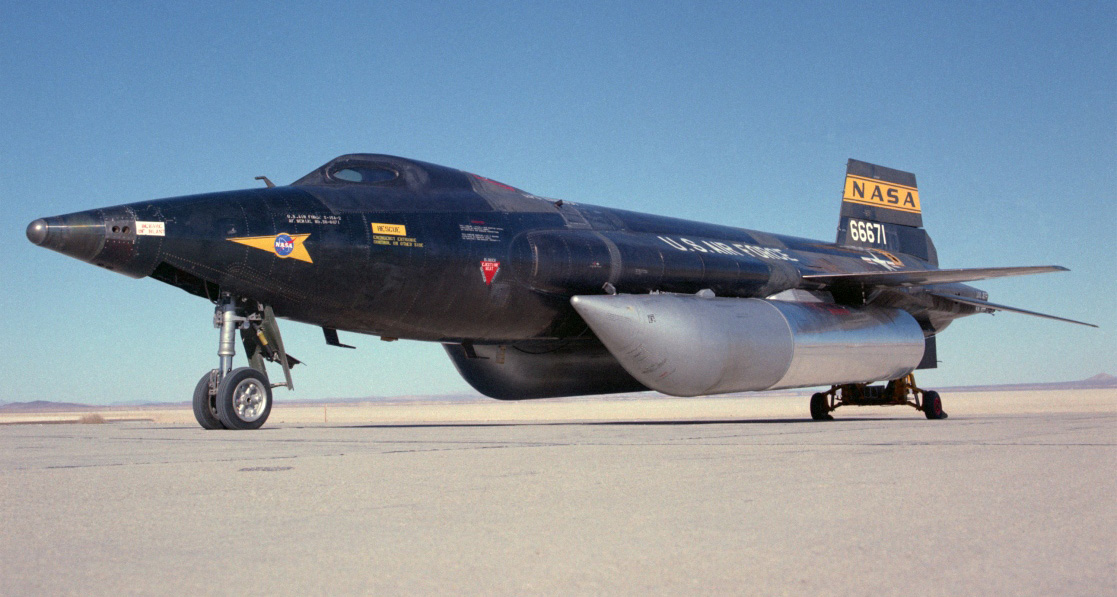
ドロップタンクを装備したX-15A-2

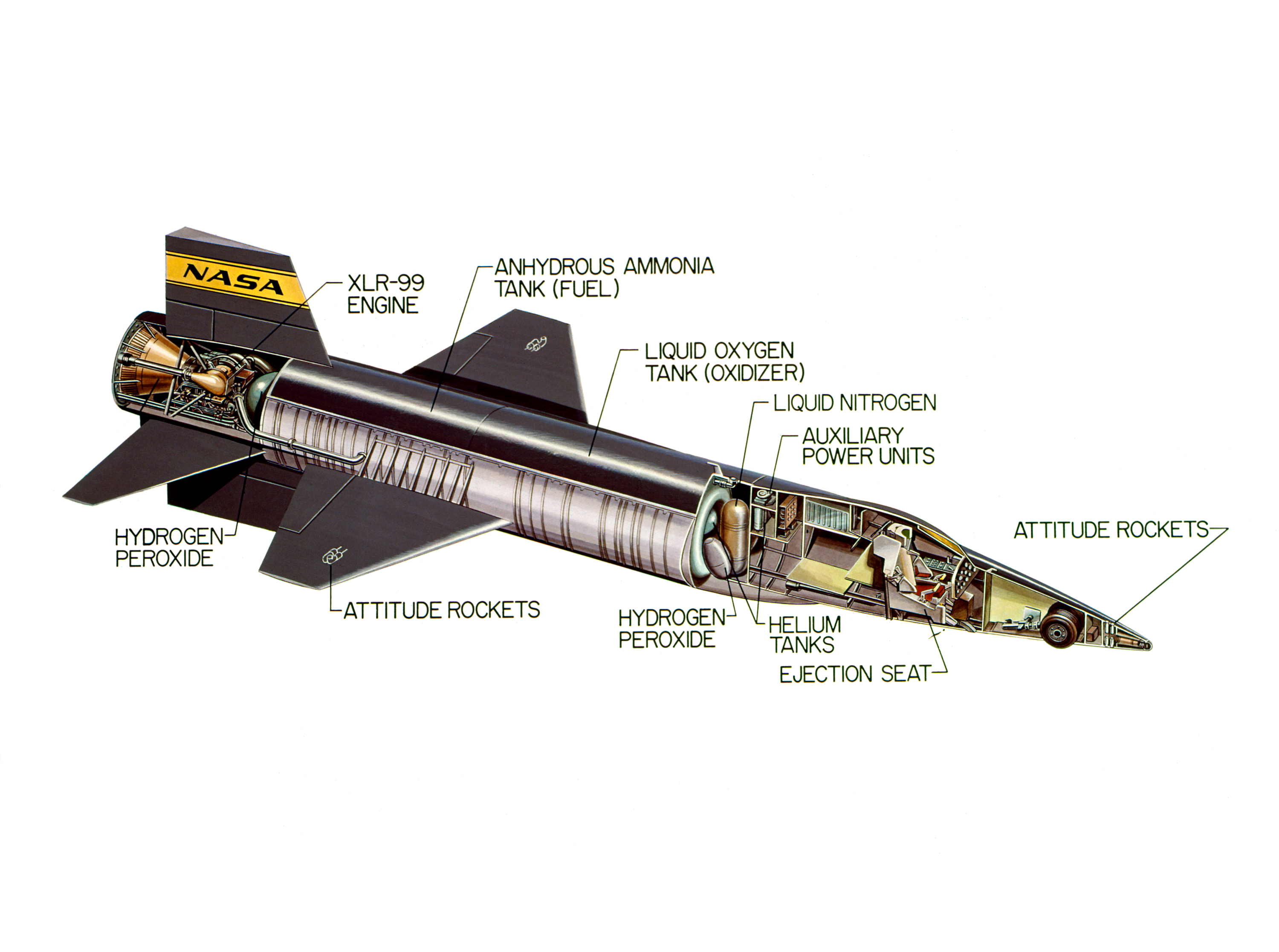
X-15の断面図

X-15のボディはテーパー比の小さい直線翼に、楔形断面の全遊動垂直尾翼（胴体上下装備）、水平尾翼を持つブレンデッドウィングボディである。機内は殆どが推進剤である液体アンモニアと液体酸素のタンクで占められており、エンジンは機体後部に搭載されている。またX-15A-2は胴体両側に機体と同規模のドロップタンクを装備でき、このタンクはマッハ2前後で投棄され、パラシュートを用いて落下させた後に再使用された。
エンジンは予定されていたXLR99の製造が間に合わず、X-1で使用されたXLR11を搭載した。このため当初は本来の性能を発揮できなかったが、後半からXLR99エンジンを搭載し、本格的な実験に入った。酸化剤はどちらも液体酸素、燃料はXLR11が75％エタノール、XLR99が無水アンモニアである。炭化水素燃料を避けアンモニアを用いることで炭素の析出を防ぎつつ再生冷却、クリーンな燃焼を可能としている。
X-15は自力で離陸せず、母機であるNB-52の主翼下に懸架された状態で高度13,870mまで上昇した後に空中から発進する。降着装置は前輪と後部のスキッドで、着陸の際には下に突き出た垂直尾翼の半分を切り離す。地上では後輪の代わりにドリーで尾部を支える。
極超音速における空力加熱に対処するため、機体にはチタンやステンレスのほか、インコネルXと呼ばれる耐熱ニッケル合金を使用している。また初期は機首に飛行データ計測センサーを有したが、後に取り外されている。
操縦系統はエルロンを有さない（ロールの制御は差動式スタビレーターで行う）こと以外は従来のものと変わらないが、超高高度では空気力が小さいため、機首上下左右（ピッチおよびヨーを制御）と主翼両端（ロールを制御）に備えられた宇宙機と同様のRCS（Reaction Control System：姿勢制御小型ロケット）を用いる。
飛行特性はF-104に似ており、そのためF-104がチェイス機を務めることが多かった。操作性に関しては、X-15のパイロットだったビル・ダナは安定して操縦しやすい機体だったと述べているが、同じくX-15のパイロットだったマイケル・O・トンプソンは挙動予測のつかない機体だったと言い、X-15を「ブラック・ブル」という非公式の愛称で呼んでいた。

### コックピットとパイロットシステム

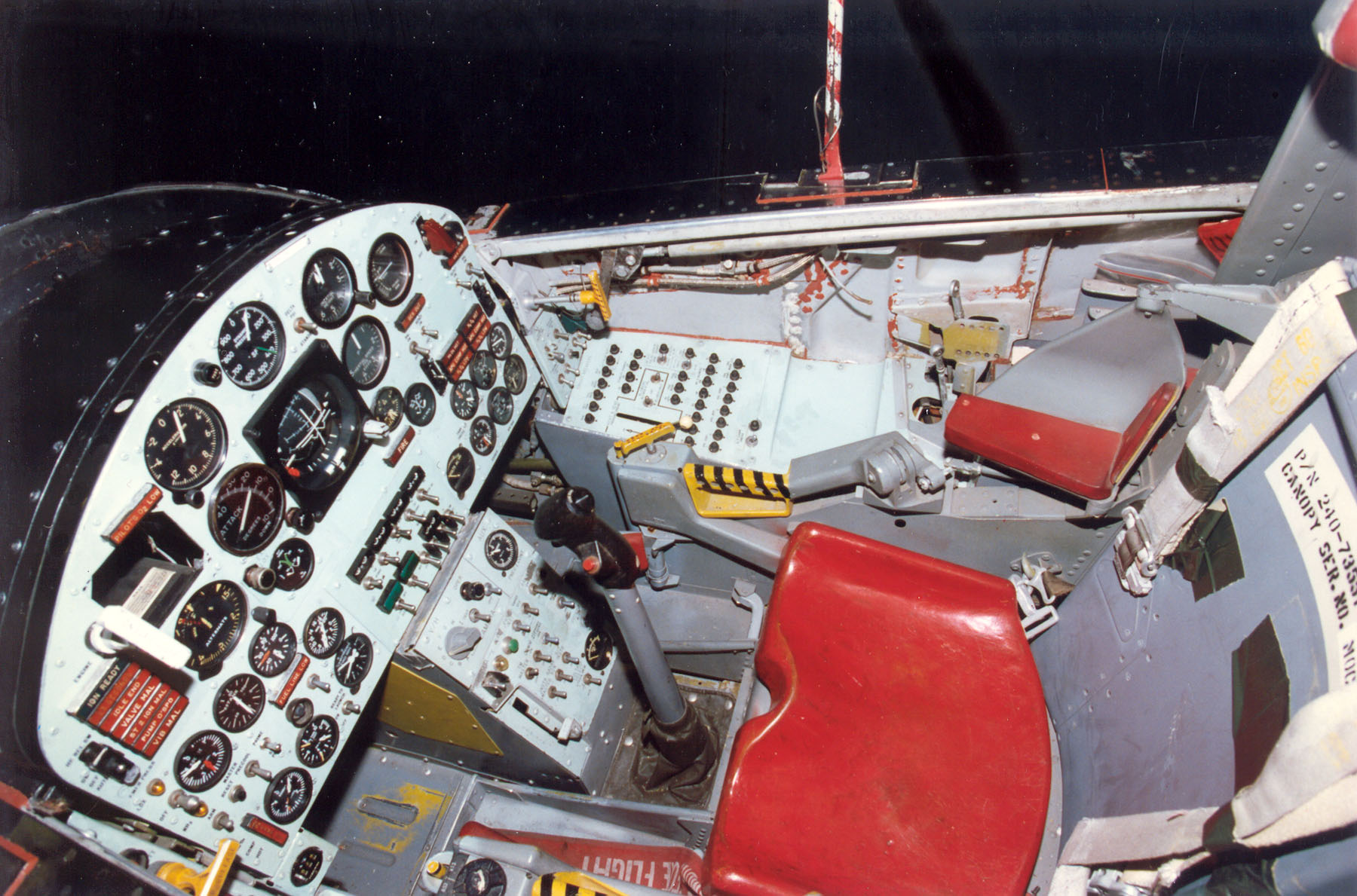
X-15のコックピット

X-15は研究開発の航空機であり、プログラムの過程、また異なるモデル間でさまざまなシステム変更が加えられた。X-15は、打ち上げ航空機への取り付け、落下、メインエンジンの始動と加速、薄い空気/空間への弾道飛行、厚い空気への再突入、無動力での着陸への滑空、メインエンジンを始動せずに直接着陸するなど、いくつかの異なるシナリオで運用された。X-15のメインロケットエンジンは飛行の比較的短い時間で動作し、その高速と高度にブーストした。メインロケットエンジンの推力を失っても、X-15の計器と操縦翼面は機能し続けたが、高度を維持できなかった。
X-15はまた、空力飛行制御面に対して空気が少ない環境で制御する必要があったため、ロケットスラスターを使用した姿勢制御システム（RCS）を備えていた。2つの異なるX-15パイロット制御セットアップがあった。1つは3つのジョイスティックを使用し、もう1つは1つのジョイスティックを使用した。
パイロット用の複数の操縦桿を備えたX-15タイプは、従来の舵とスティックを、姿勢制御システムにコマンドを送信する左側のジョイスティックと、高G操縦中に使用される右側の3番目のジョイスティックの間にセンタースティックを配置した。パイロットの操作に加えて、X-15「安定補強システム（SAS）」は、パイロットが姿勢制御を維持するのを助けるために空力制御も行う。反応制御システム「Reaction Augmentation System (RAS)」は、手動と自動の2つのモードで操作できる。自動モードでは、「反応増強システム」（RAS）と呼ばれる機能を使用して、高高度での機体の安定化を支援した。RASは通常、自動電源オフの前にX-15飛行の約3分間使用された。
代替の制御セットアップでは、MH-96飛行制御システムを使用。これにより、3つのジョイスティックの代わりに1つのジョイスティックが使用でき、パイロット操作が簡素化された。MH-96は、各システムが航空機を制御するのにどれだけ効果的であったかに応じて、空力制御とロケット制御を自動的に調和することができた。
多くの制御の中には、ロケットエンジンのスロットルと腹側尾翼を投棄するための制御があった。コックピットの他の機能には、着氷を防ぐための加熱された窓と、高減速時の前方ヘッドレストが含まれていた。
X-15には、4マッハ (4,480 km/h; 2,784 mph)および/または高度120,000フィート (37 km)までの速度で動作するように設計された射出座席があったが、プログラム中には使用されなかった。排出された場合、シートはフィンを展開するように設計されており、メインパラシュートを展開するためのより安全な速度/高度に達するまで使用されていた。パイロットは、窒素ガスで加圧できる与圧服を着ており、高度35,000フィート (11 km)を超えると、コックピットは窒素ガスで3.5 psi (0.24 atm)に加圧され、呼吸用の酸素はパイロットに個別に供給された。

### 推進力

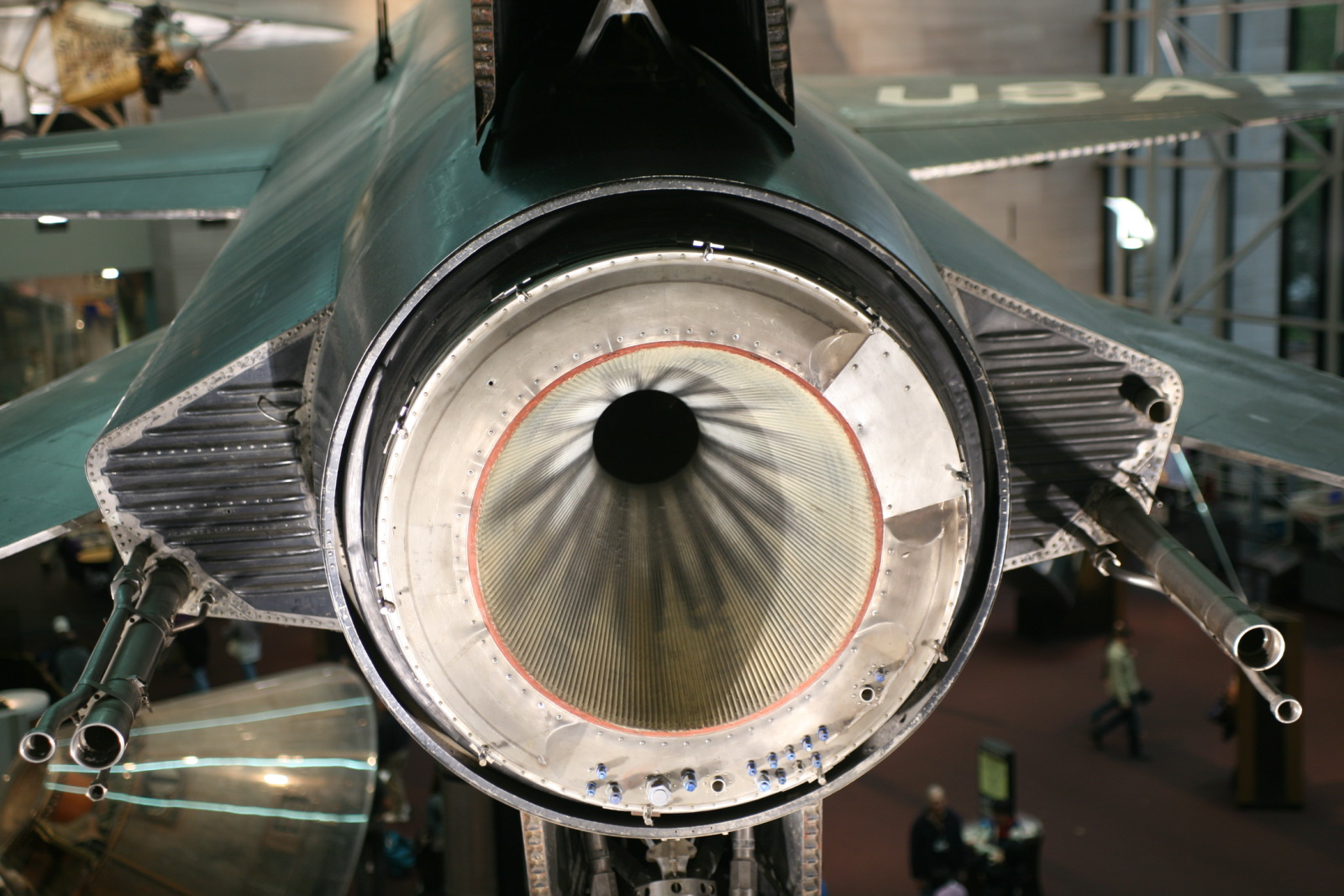
XLR99を搭載したX-15のテール

最初の24回の動力飛行では、2つのリアクションモーターXLR11液体推進ロケットエンジンが使用され、単一のXLR11が提供した6,000重量ポンド (27 kN)と比較して、合計16,000重量ポンド (71 kN)の推力を提供するように拡張された。ベルX-1を音速よりも速く飛行する最初の航空機にするために1947年に提供された単一のXLR11はエチルアルコールと液体酸素を使用していた。
1960年11月までに、リアクション・モーターズはXLR99ロケットエンジンを納入し、57,000重量ポンド (250 kN)の推力を発生させた。X-15の残りのフライト175は、単一のエンジン構成でXLR99エンジンを使用していた。XLR99は、推進剤として無水アンモニアと液体酸素を使用し、過酸化水素を使用して、推進剤をエンジンに供給する高速ターボポンプを駆動。80秒で15,000ポンド (6,804 kg)の推進剤を燃焼させることができた。ジュールズ・バーグマンは、航空機の総動力飛行時間を説明するために、プログラム「Ninety Seconds to Space」に関する本にタイトルを付けた。
X-15の姿勢制御システム（RCS）は、低圧/密度環境で操縦するために、触媒の存在下で水と酸素に分解し、140秒の比推力を提供できる高濃度過酸化水素（HTP）を使用した。HTPは、メインエンジンと補助動力装置（APU）のターボポンプにも燃料を供給した。ヘリウムと液体窒素用の追加のタンクは他の機能として、胴体内部はヘリウムガスでパージ (ガス)され、液体窒素がさまざまなシステムの冷却材として使用された。

### くさび形テールと極超音速の安定性

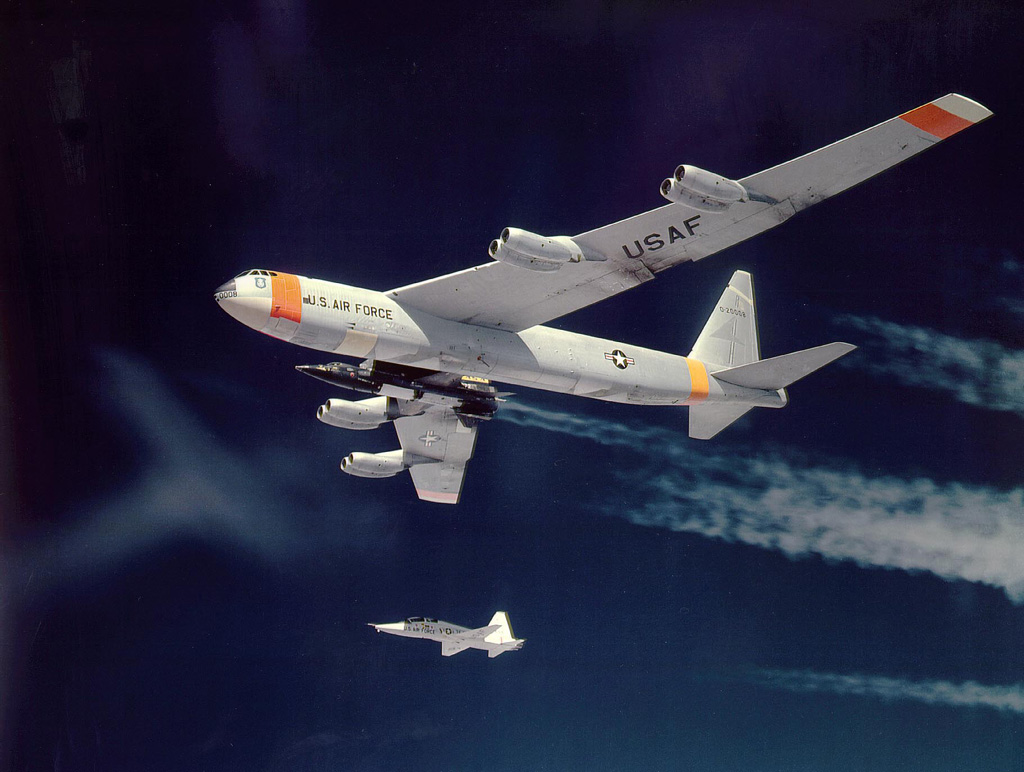
X-15はNB-52母機に取り付けられ運ばれる。随伴機はT-38A

X-15は極超音速で安定して飛行できるように厚いくさび形テールを持っている。これにより、低速でかなりの量のベース抗力が発生した。X-15の後部の平滑末端は、F-104スターファイター全体と同等の抗力を生成する可能性がある。
極超音速での安定面として従来のテールよりも効果的であるため、くさび形を使用した。X-15に適切な方向安定性を与えるには、翼面積の60％に等しい垂直尾翼が必要であった。—ウェンデルH.スティルウェル、X-15研究結果（SP-60）
極超音速での安定性は、テールから延長して全体の表面積を増やすことができるサイドパネルによって支えられ、これらのパネルはエアブレーキとしても機能した。

## 現在の静的展示

ワシントンD.C.の国立航空宇宙博物館のX-15

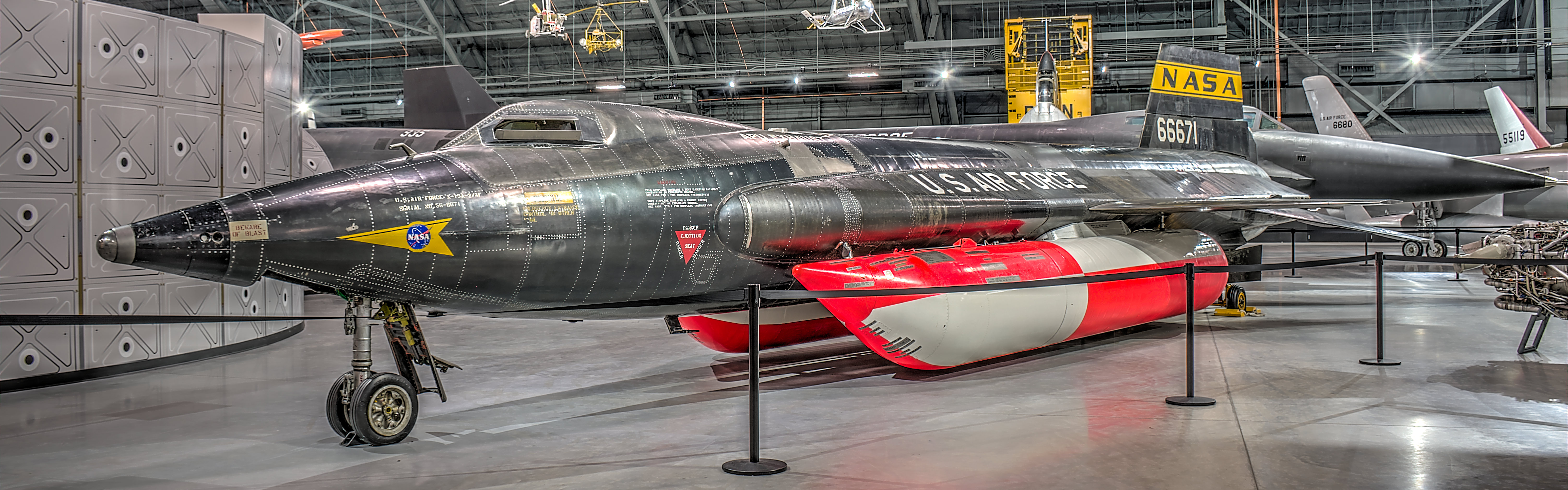
国立アメリカ空軍博物館のX-15

- X-15-1（AFSer. No.56-6670）は、ワシントンD.C.の国立航空宇宙博物館の「Milestonesof Flight」ギャラリーに展示されている。（博物館の改修により、航空機は一時的に展示されなかった）
- X-15A-2（AFSer. No.56-6671）は、オハイオ州デイトン近くのライト・パターソン空軍基地にある国立アメリカ空軍博物館にあります（1969年10月に引退）[15]。航空機は、ベルX-1BやダグラスX-3スティレットなどの他の「Xプレーン」と一緒に博物館の研究開発ギャラリーに展示されている。

### モックアップ
- カリフォルニア州、エドワーズ空軍基地、アームストロング飛行研究センター（AFSer. No.56-6672で塗装）
- アリゾナ州ツーソンのデビスモンサン空軍基地に隣接するピマ航空宇宙博物館（AFSer. No.56-6671で塗装）
- オレゴン州マクミンビルのエバーグリーン航空宇宙博物館（AFSer. No.56-6672で塗装）X-15実物大の木製モックアップで、ロケットエンジンの1つと一緒に展示されている。

### 母機のNB-52

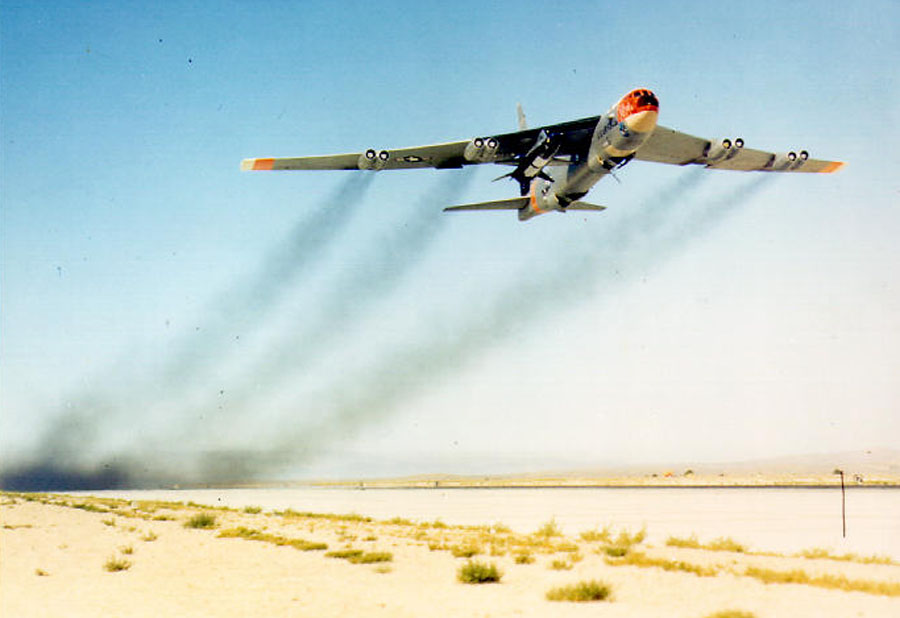
X-15を翼の下に取り付けたボーイングNB-52Bが離陸する

- NB-52A（AFSer。No.52-003）は、アリゾナ州ツーソンのデビスモンサン空軍基地に隣接するピマ航空宇宙博物館に展示されている。X-15-1を30回、X-15-2を11回、X-15-3を31回、（M2-F2を4回、HL-10を11回、X-24Aを2回）を発射している。
- NB-52B（AFSer。No.52-008）は、カリフォルニア州、エドワーズ空軍基地の北門の外に常設展示されている。大部分のX-15フライトを発射させている。

## 飛行記録

### 高度記録
合計199回の飛行のうち13回で8人のパイロットが高度264,000ftで50マイル以上飛行し、米国の宇宙国境の定義に従って宇宙飛行士として認められた。5人の空軍パイロットは全員 (191回目の飛行の事故で死亡したアダムスを含む) が50マイル以上を飛行し、その成果と同時に軍の合衆国宇宙飛行士記章を授与された。しかし他の3人はNASAの従業員であり、当時は同等の装飾は授与されなかった。
2004年、連邦航空局はX-15に匹敵する飛行プロファイルを持つ別のスペースプレーンである商用スペースシップワンのパイロットであるマイクメル・ビルとブライアン・ビニーに、史上初の商用宇宙飛行士の翼を授与。2005年のこれに続いて、NASAはその民間宇宙飛行士の翼をダナ (当時存命) とマッケイとウォーカー (既に死没) に遡って授与した。X-15計画で唯一の海軍パイロットであるフォレスト・ピーターセンは、航空機が必要高度に達しなかったため、宇宙飛行士の翼を獲得することはなかった。
13回のうち、ウォーカーが操縦したフライト90と91の2回のみが、FAIが定める宇宙との境界であるカーマン・ラインを超えた。
| Flight     | Date              | Top speed              | Altitude           | Pilot                            |
| ---------- | ----------------- | ---------------------- | ------------------ | -------------------------------- |
| Flight 62  | 17 July 1962      | 3,831 mph (6,165 km/h) | 59.6 mi (95.9 km)  | ロバート・ホワイト               |
| Flight 77  | 17 January 1963   | 3,677 mph (5,918 km/h) | 51.4 mi (82.7 km)  | ジョセフ・ウォーカー             |
| Flight 87  | 27 June 1963      | 3,425 mph (5,512 km/h) | 53.9 mi (86.7 km)  | ロバート・ラッシュウォース       |
| Flight 90  | 19 July 1963      | 3,710 mph (5,971 km/h) | 65.8 mi (105.9 km) | ジョセフ・ウォーカー             |
| Flight 91  | 22 August 1963    | 3,794 mph (6,106 km/h) | 67.0 mi (107.8 km) | ジョセフ・ウォーカー             |
| Flight 138 | 29 June 1965      | 3,431 mph (5,522 km/h) | 53.1 mi (85.5 km)  | ジョー・エングル                 |
| Flight 143 | 10 August 1965    | 3,549 mph (5,712 km/h) | 51.3 mi (82.6 km)  | ジョー・エングル                 |
| Flight 150 | 28 September 1965 | 3,731 mph (6,004 km/h) | 55.9 mi (90.0 km)  | ジョン・マッケイ                 |
| Flight 153 | 14 October 1965   | 3,554 mph (5,720 km/h) | 50.4 mi (81.1 km)  | ジョー・エングル                 |
| Flight 174 | 1 November 1966   | 3,750 mph (6,035 km/h) | 58.1 mi (93.5 km)  | ビル・ダナ                       |
| Flight 190 | 17 October 1967   | 3,856 mph (6,206 km/h) | 53.1 mi (85.5 km)  | ウィリアム・J・ナイト            |
| Flight 191 | 15 November 1967  | 3,569 mph (5,744 km/h) | 50.3 mi (81.0 km)  | マイケル・アダムス (パイロット)† |
| Flight 197 | 21 August 1968    | 3,443 mph (5,541 km/h) | 50.6 mi (81.4 km)  | ビル・ダナ                       |

† 死亡事故

### 速度記録

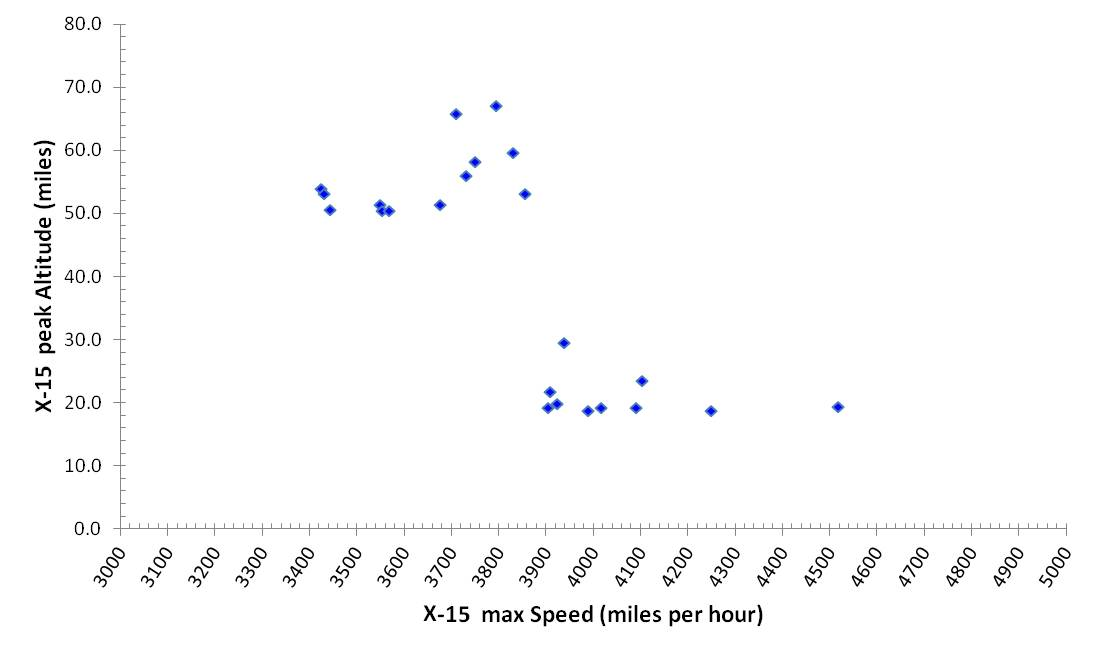
X-15の主要な速度と高度のベンチマーク

| Flight     | Date             | Top speed              | Altitude          | Pilot                      |
| ---------- | ---------------- | ---------------------- | ----------------- | -------------------------- |
| Flight 45  | 9 November 1961  | 4,092 mph (6,585 km/h) | 19.2 mi (30.9 km) | ロバート・ホワイト         |
| Flight 59  | 27 June 1962     | 4,104 mph (6,605 km/h) | 23.4 mi (37.7 km) | ジョセフ・ウォーカー       |
| Flight 64  | 26 July 1962     | 3,989 mph (6,420 km/h) | 18.7 mi (30.1 km) | ニール・アームストロング   |
| Flight 86  | 25 June 1963     | 3,910 mph (6,293 km/h) | 21.7 mi (34.9 km) | ジョセフ・ウォーカー       |
| Flight 89  | 18 July 1963     | 3,925 mph (6,317 km/h) | 19.8 mi (31.9 km) | ロバート・ラッシュウォース |
| Flight 97  | 5 December 1963  | 4,017 mph (6,465 km/h) | 19.1 mi (30.7 km) | ロバート・ラッシュウォース |
| Flight 105 | 29 April 1964    | 3,905 mph (6,284 km/h) | 19.2 mi (30.9 km) | ロバート・ラッシュウォース |
| Flight 137 | 22 June 1965     | 3,938 mph (6,338 km/h) | 29.5 mi (47.5 km) | ジョン・マッケイ           |
| Flight 175 | 18 November 1966 | 4,250 mph (6,840 km/h) | 18.7 mi (30.1 km) | ウィリアム・J・ナイト      |
| Flight 188 | 3 October 1967   | 4,520 mph (7,274 km/h) | 19.3 mi (31.1 km) | ウィリアム・J・ナイト      |

## パイロット

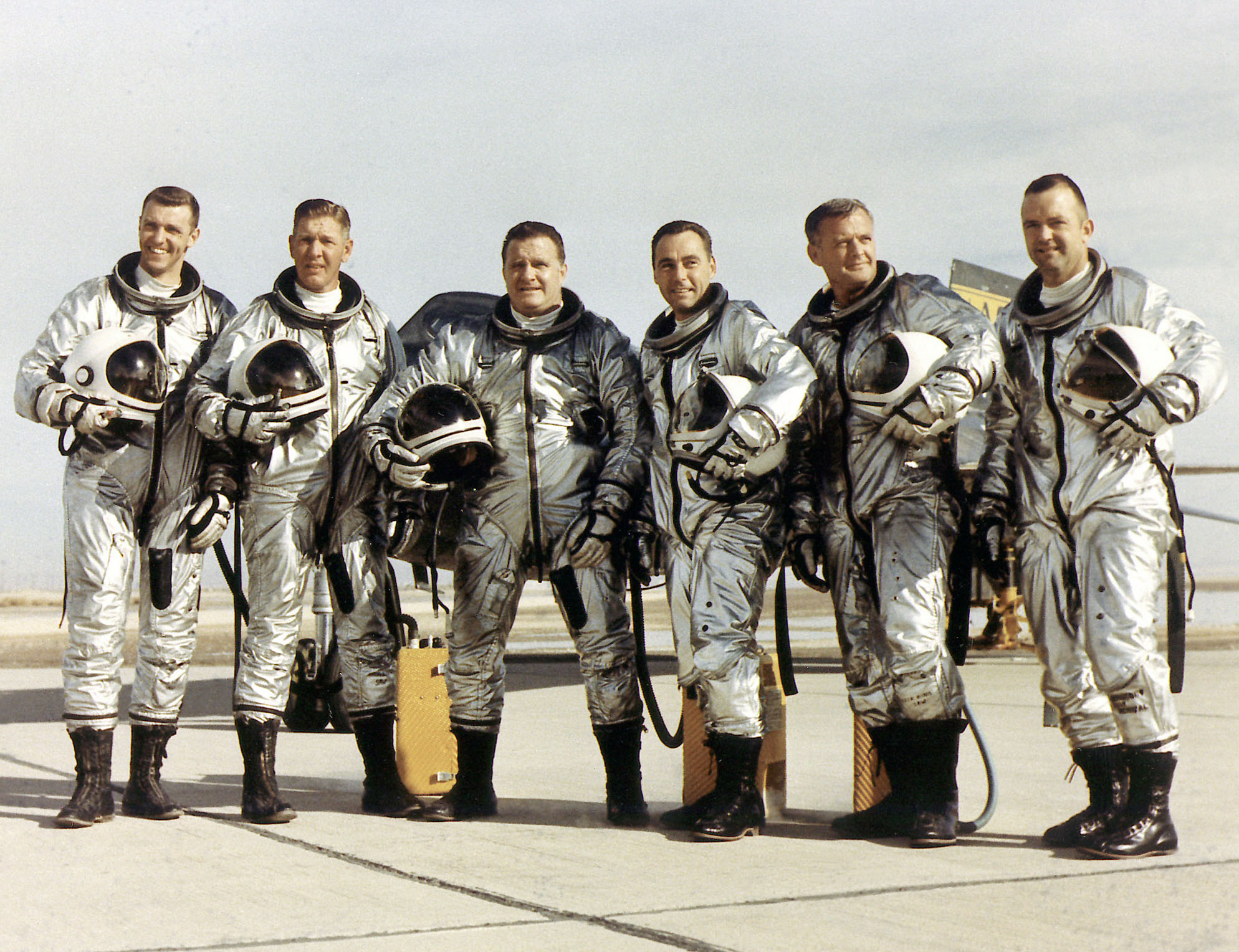
X-15のパイロット左から右：ジョー・エングル、ロバート・ラッシュウォース、ジョン・マッケイ、ウィリアム・J・ナイト、ミルトン・オービル・トンプソン、ビル・ダナ（1965年12月）

| Pilot                                  | Organization            | Year assigned to X-15 | Total flights | USAF space flights | FAI space flights | Max Mach | Max speed (mph) | Max altitude (miles) |
| -------------------------------------- | ----------------------- | --------------------- | ------------- | ------------------ | ----------------- | -------- | --------------- | -------------------- |
| マイケル・アダムス (パイロット)†       | U.S. Air Force          | 1966                  | 7             | 1                  | 0                 | 5.59     | 3,822           | 50.3                 |
| ニール・アームストロング               | NASA                    |                       | 7             | 0                  | 0                 | 5.74     | 3,989           | 39.2                 |
| アルバート・スコット・クロスフィールド | North American Aviation |                       | 14            | 0                  | 0                 | 2.97     | 1,959           | 15.3                 |
| ビル・ダナ                             | NASA                    | 1965                  | 16            | 2                  | 0                 | 5.53     | 3,897           | 58.1                 |
| ジョー・エングル                       | U.S. Air Force          | 1963                  | 16            | 3                  | 0                 | 5.71     | 3,887           | 53.1                 |
| ウィリアム・J・ナイト                  | U.S. Air Force          | 1964                  | 16            | 1                  | 0                 | 6.70     | 4,519           | 53.1                 |
| ジョン・マッケイ                       | NASA                    | 1960                  | 29            | 1                  | 0                 | 5.65     | 3,863           | 55.9                 |
| フォレスト・ピーターセン               | U.S. Navy               |                       | 5             | 0                  | 0                 | 5.3      | 3,600           | 19.2                 |
| ロバート・ラッシュウォース             | U.S. Air Force          |                       | 34            | 1                  | 0                 | 6.06     | 4,017           | 53.9                 |
| ミルトン・オービル・トンプソン         | NASA                    | 1963                  | 14            | 0                  | 0                 | 5.48     | 3,723           | 40.5                 |
| ジョセフ・ウォーカー                   | NASA                    |                       | 25            | 3                  | 2                 | 5.92     | 4,104           | 67.0                 |
| ロバート・ホワイト                     | U.S. Air Force          | 1957                  | 16            | 1                  | 0                 | 6.04     | 4,092           | 59.6                 |

† X-15-3のクラッシュで死亡 

## スペック
寸法・重量と航続距離はX-15A-2のもの。

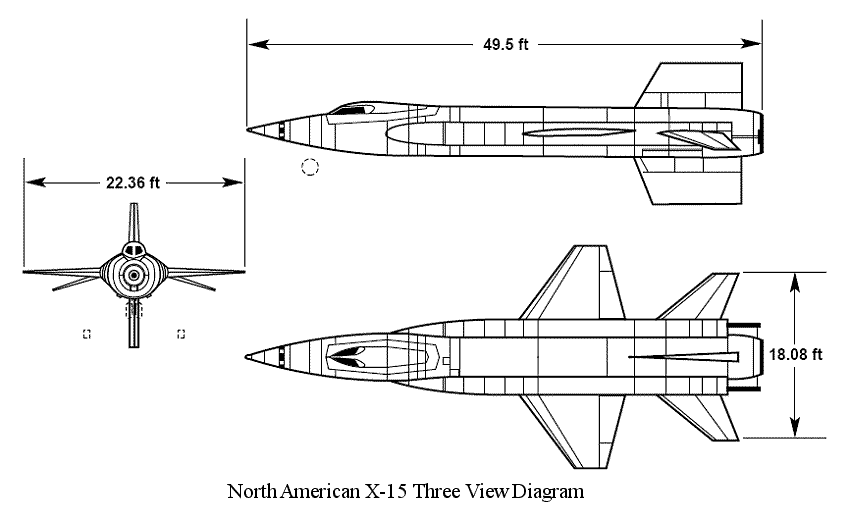

- 全長：15.99 m（X-15は15.25m）
- 全幅：6.8 m
- 全高：3.55 m
- 翼面積：18.58 m2
- 自重：8,320 kg
- 全備重量：25,460 kg
- エンジン（いずれも液体アンモニア+液体酸素）
  - 初期：リアクション・モーターズ製XLR11 2基
  - 後期：リアクション・モーターズ製XLR99-RM2（31,750kg / 高度30,000m）1基
- 最大到達速度：7,274 km/h
- 最大到達高度：107.970 km
- 航続距離：450 km

## その他
現在に至るまで、最大速度、最高高度の公式記録を保持している。速度記録としてはスクラムジェットを搭載したX-43A ハイパーXによるマッハ9.68が最高であるが、有人という点ではX-15を凌ぐ有人航空機は現れていない。また高度記録は、国際航空連盟の定める宇宙との境界線100km（カーマン・ライン）を突破しているが、X-Prize スペースシップワンが、非公式にこの記録を上回っている。
なお、計画参加パイロットには、後にアポロ11号で人類初の月面着陸を果たすニール・アームストロングがいるが、マーキュリー・アトラス6号によるジョン・グレンの軌道飛行が熱狂を持って迎えられると、NASAへ早々と移ってしまった。

## 登場作品

### 映画
下記のほかにも、『ナイトミュージアム2』（2009年）や『キャプテン・アメリカ/ウィンター・ソルジャー』（2014年）には、スミソニアン航空宇宙博物館に展示されている1号機が背景として登場している。
『宇宙大戦争』
1959年に公開された東宝特撮映画。ナタール人の侵略への対抗手段として、アメリカおよび日本に所属するX-15に酷似したデザインの戦闘ロケットが登場する。X-15とは異なり、地上もしくは地下の発射台からそのまま宇宙空間へ打ち上げられる。この戦闘ロケットのデザインを手がけたのは小松崎茂。
『宇宙船Xー15号』
1961年公開の映画。日本では未公開だが、テレビ放映された。X-15計画を題材にした架空のセミドキュメンタリー風ドラマ。リチャード・ドナー監督、デヴィッド・マクリーン、チャールズ・ブロンソン、メアリー・タイラー・ムーア出演。
『ファースト・マン』
2018年公開ニール・アームストロングの伝記映画。映画の初頭X-15の飛行シーンで登場。実物大モックアップが作られた。

### 漫画
『少年ロケット部隊』
1960年から1963年にかけて少年雑誌「日の丸」に連載された横山光輝の漫画。主人公たちの乗機として、対円盤用の戦闘機に改造された航空自衛隊所属のX-15が登場する。オリジナルのX-15とは異なり、通常の航空機のように離着陸を行うだけでなく、航空母艦での運用なども可能になっている。また、物語中盤からは宇宙人のものをコピーした光線銃を搭載する。

### 小説
『宇宙からの脱出』
1969年に発売されたマーティン・ケイディンによるSF小説。主要な登場人物の一人である宇宙飛行士は過去にX-15のテストパイロットを務めており、その際の光景が回想として描かれている。
『降伏の儀式』
1985年に発売されたラリー・ニーヴンとジェリー・パーネルによるSF小説。博物館に保管されていたX-15が宇宙戦艦「大天使（ミカエル）」に艦載機として搭載されそうになるが、未遂に終わる。
『ほしからきたもの。』
2001年に第1巻が発売された笹本祐一によるSF小説シリーズ。国連宇宙軍（UNSF）の装備として、対宇宙人用の戦闘機仕様であるX-15の架空の派生型「X-15A」が登場。実際のX-15と同様にNB-52Bとセットで運用されている。

### ゲーム
『ゲートキーパーズ』
1999年に発売された角川書店によるゲーム。大気圏上層部に出現するインベーダーへの対抗策として、地球防衛機構イージスが運用するX-15A-2が登場。オリジナルのX-15A-2とは異なり、地下に格納されている発射台から直接発進する。ゲートキーパーを大気圏上層部へ送り出す手段としてのみ使用されるため、武装は施されていない。